# (6705) Rinaketty
(6705) Rinaketty est un astéroïde de la ceinture principale.

## Description
(6705) Rinaketty est un astéroïde de la ceinture principale. Il fut découvert le 2 septembre 1988 à La Silla par Henri Debehogne. Il présente une orbite caractérisée par un demi-grand axe de 2,22 UA, une excentricité de 0,12 et une inclinaison de 1,6° par rapport à l'écliptique.